# Solventní nafta
Solventní nafta je směs kapalných uhlovodíků. Získává se destilací ropy nebo uhlí, může se dále upravovat k získání požadovaných vlastností (např. pomocí hydrogenace). Používá se jako rozpouštědlo a ředidlo pro nátěrové hmoty i pro jiné účely. Některé směsi označované jako solventní nafta mohou nést i další názvy, například nízkovroucí benzinová frakce nebo primární petrolej.

## Kategorizace solventní nafty

### Podle původu
- ropná
- černouhelná

### Podle teploty varu složek
- lehká
- střední
- těžká

### Podle druhu uhlovodíků
- alifatická
- aromatická
- naftenická

Při označování se používá celý název obsahující všechny kategorie, například Solventní nafta (ropná), lehká aromatická. Označení může být zpřesněno o další údaje, například ohledně zpracování nebo složení. Příkladem je třeba Solventní nafta (ropná), hydrogenačně odsířená těžká aromatická.

## Bezpečnost
Solventní nafty jsou zdraví škodlivé nebo i toxické (podle konkrétního složení). Mohou obsahovat karcinogenní a mutagenní látky.